# Günther Bauer (Physiker)
Günther Bauer (* 29. September 1942 in Znaim) ist österreichischer Physiker.

## Leben und Wirken
Bauer studierte an der Universität Wien Physik. An der RWTH Aachen habilitierte er sich auf dem Gebiet der Hochfeld-Transportphänomene und der Verteilungsfunktionen heißer Ladungsträger.
Als Professor arbeitete er an der Universität Ulm auf dem Gebiet der FIR-Spektroskopie und an magnetooptischen Untersuchungen von Verbindungshalbleitern. 1979 wurde Bauer zum Professor an die Montanuniversität Leoben, und 1990 an die Johannes Kepler Universität Linz berufen.
Bauer arbeitet zu Heterostrukturen auf der Basis von Silizium (wie etwa Si/SiGe und Si1-yCy/Si), dem MBE-Wachstum von IV-VI-Übergittern, Strukturuntersuchungen mittels UHV-STM-Techniken, hochauflösender Röntgenbeugung und Transport- und optischen Eigenschaften niedrigdimensionaler Strukturen.

## Auszeichnungen
- 1990: Fellow der American Physical Society
- 1996: Mitglied der Österreichischen Akademie der Wissenschaften[2]
- 1997: Johannes-Kepler-Preis
- 2006: Kardinal-Innitzer-Preis[3]
- 2007: Großes Silbernes Ehrenzeichen für Verdienste um die Republik Österreich[4]